# I'm (EP)
I'm là đĩa mở rộng thứ hai của ca sĩ Hàn Quốc Sejeong. Đĩa được phát hành bởi Jellyfish Entertainment vào ngày 29 tháng 3 năm 2021 và bao gồm năm ca khúc bao gồm ca khúc chủ đề "Warning".

## Bối cảnh và phát hành
Vào ngày 9 tháng 3 năm 2021, Jellyfish Entertainment thông báo rằng Sejeong đang chuẩn bị cho sự trở lại. Vào ngày 17 tháng 3, video teaser cho sự trở lại của cô đã được phát hành. Vào ngày 19 tháng 3, Jelly Entertainment thông báo rằng EP I'm sẽ được phát hành vào ngày 29 tháng 3 năm 2021. Vào ngày 21 tháng 3, âm thanh teaser cho ca khúc chủ đề "Warning" đã được phát hành. Một ngày sau, danh sách bản nhạc được phát hành.

## Danh sách bài hát
| STT              | Nhan đề                  | Phổ lời          | Phổ nhạc                             | Biên khúc                    | Thời lượng |
| ---------------- | ------------------------ | ---------------- | ------------------------------------ | ---------------------------- | ---------- |
| 1.               | "Teddy Bear"             | Sejeong          | Sejeong Lee Woo-min ("collapsedone") | Lee Woo-min ("collapsedone") | 3:59       |
| 2.               | "Warning (feat. lIlBOI)" | Sejeong lIlBOI   | Sejeong Coke Paris Kim Gi-san        | Coke Paris                   | 3:28       |
| 3.               | "Do dum chit"            | Sejeong          | Sejeong Coke Paris                   | Coke Paris                   | 2:55       |
| 4.               | "Let's Go Home"          | Sejeong          | Sejeong Lee Woo-min ("collapsedone") | Lee Woo-min ("collapsedone") | 3:45       |
| 5.               | "Maybe I Am"             | Sejeong          | Sejeong MIN BYMORE                   | BYMORE MIN                   | 3:47       |
| Tổng thời lượng: | Tổng thời lượng:         | Tổng thời lượng: | Tổng thời lượng:                     | Tổng thời lượng:             | 17:58      |

## Nhân sự
Tín dụng được truyền tải từ Melon. 
| - Giọng hát nền - Sejeong - Bass - Choi Jun-young / Lee Woo-min ("collapsedone") - Guitar - Lee Woo-min ("collapsedone") / Kim Myung-hwan / Noh Hee-chang - Piano – Kim Ki-san / Kim Jin-sol - Synthesizer - Lee Woo-min ("collapsedone") - Lập trình Midi - Lee Woo-min ("collapsedone") / Noh Hee-chang | - Biên tập kỹ thuật số - Lee Woo-min ("collapsedone") tại JYP Studios / Heo Eun-suk / Well Hee-Chang - Thu âm - Shin Bong-won tại GLAB Studios / Lee Woo-min ("collapsedone") tại JYP Studios / Tak Hyeong-wan tại Jelly Sound / Oh Seong-geun tại Studio T - Mixing -Shin Bong-won tại GLAB Studios / Koo Jong-pil tại Klang Studio / Uncle Cho (Jeon Bu-yeon hỗ trợ) tại JoeLab / Jo Jun-seong tại W Sound - Kỹ sư trộn - Jeong Yu-ra |

## Charts
| Bảng xếo hạng (2021)       | Vị trí cao nhất |
| -------------------------- | --------------- |
| South Korean Albums (Gaon) | 19              |

| Bảng xếp hạng (2021)       | Vị trí cao nhất |
| -------------------------- | --------------- |
| South Korean Albums (Gaon) | 83              |

## Doanh số
| Khu vực     | Doanh thu (2021) |
| ----------- | ---------------- |
| South Korea | 7,664            |

## Lịch sử phát hành
| Khu vực       | Ngày             | Định dạng                  | Nhãn đĩa                                    |
| ------------- | ---------------- | -------------------------- | ------------------------------------------- |
| Nhiều khu vực | 29 tháng 3, 2021 | Digital download streaming | Jellyfish Entertainment Kakao Entertainment |
| Hàn Quốc      | 29 tháng 3, 2021 | CD                         | Jellyfish Entertainment Kakao Entertainment |